# Jati Kulon
Jati Kulon is een bestuurslaag in het regentschap Kudus van de provincie Midden-Java, Indonesië. Jati Kulon telt 8126 inwoners (volkstelling 2010).